# Dockrillia
Dockrillia is een geslacht van een dertigtal soorten orchideeën uit de onderfamilie Epidendroideae. Het geslacht is afgesplitst van Dendrobium.
Het zijn epifytische en lithofytische orchideeën van de oostkust van Australië, die worden gekenmerkt door vlezige, spoelvormige bladeren.

## Naamgeving enetymologie
- Synoniemen: Dendrobium Sw. (1799)

De botanische naam Dockrillia is een eerbetoon aan Alick William Dockrill (1915), een in orchideeën gespecialiseerde botanicus

## Kenmerken
Dockrillia-soorten zijn epifytische of lithofytische planten met een uitgebreid stelsel van rizomen. Ze dragen cilindrische of spoelvormige, vlezige bladeren, met variaties naargelang de soort. Zo lijkt het blad van Dockrillia cucumerina op een augurk, dat van D. pugioniformis op een dolk, van Dockrillia teretifolia op een pen, zijn die van Dockrillia linguiformis tongvormig.
De bloemen staan in een tros met tientallen, meestal witte bloemen. De bloemen van Dockrillia lijken op die van het zustergeslacht Dendrobium. Ze bloeien op het einde van de zomer tot het begin van de winter.

## Habitaten verspreiding
Dockrillia-soorten groeien op bomen en rotsen, soms in volle zon. In de vlezige bladeren slaan ze water op, zodat ze ook in droge omstandigheden overleven. Ze zijn voornamelijk afkomstig van de oostkust van Australië.

## Taxonomie
Dockrillia werd eerder geclassificeerd als een sectie van het geslacht Dendrobium. Het is in 1981 tot geslacht gepromoveerd door Brieger.
Het geslacht telt ongeveer dertig soorten. De typesoort is Dockrillia linguiforme.

### Soortenlijst
- Dockrillia bowmanii  (Benth.) M.A.Clem. & D.L.Jones (1996)
- Dockrillia brevicauda  (D.L.Jones & M.A.Clem.) M.A.Clem. & D.L.Jones (1996)
- Dockrillia calamiformis  (Rolfe) M.A.Clem. & D.L.Jones (1996)
- Dockrillia casuarinae  (Schltr.) M.A.Clem. & D.L.Jones (1996)
- Dockrillia caudiculata  M.A.Clem. & D.L.Jones (1996)
- Dockrillia chordiformis  (Kraenzl.) Rauschert (1983)
- Dockrillia convoluta  M.A.Clem. & D.L.Jones (1996)
- Dockrillia crispata  (G.Forst.) Rauschert (1983)
- Dockrillia cucumerina  (McLeay ex Lindl.) Brieger (1981)
- Dockrillia delicata  M.A.Clem. & D.L.Jones (1996)
- Dockrillia desmotrichoides  (J.J.Sm.) Brieger (1981)
- Dockrillia dolichophylla  (D.L.Jones & M.A.Clem.) M.A.Clem. & D.L.Jones (1996)
- Dockrillia fairfaxii  (F.Muell. ex Fitzg.) Rauschert (1983)
- Dockrillia flagella  (Schltr.) Rauschert (1983)
- Dockrillia fuliginosa  M.A.Clem. & D.L.Jones (1996)
- Dockrillia hepatica  M.A.Clem. & D.L.Jones (1996)
- Dockrillia linguiforme  (Sw.) Brieger (1981)
- Dockrillia mortii  (F.Muell.) Rauschert (1983)
- Dockrillia nothofageti  M.A.Clem. & D.L.Jones (1996)
- Dockrillia nugentii  (F.M.Bailey) M.A.Clem. & D.L.Jones (1996)
- Dockrillia pugioniformis  (A.Cunn. ex Lindl.) Rauschert (1983)
- Dockrillia racemosa  (Nicholls) Rauschert (1983)
- Dockrillia rigida  (R.Br.) Rauschert (1983)
- Dockrillia schoenina  (Lindl.) M.A.Clem. & D.L.Jones (1996)
- Dockrillia striolata  (Rchb.f.) Rauschert (1983)
- Dockrillia teretifolia  (R.Br.) Brieger (1981)
- Dockrillia vagans  (Schltr.) Rauschert (1983)
- Dockrillia wassellii  (S.T.Blake) Brieger (1981)